# Steinkjer
Steinkjer és una ciutat i municipi de Noruega, capital del comtat de Trøndelag. Amb 21.650 habitants (2015), és la segona ciutat més gran del comtat. Quant a superfície, amb 1,564.29 km² és el tercer municipi més extens.
El municipi és situat a l'extrem del fiord de Trondheim, i la seva situació característica enmig de muntanyes ha causat un cert aïllament terrestre, compensat però per la comunicació per mar, principal a la seva història. El municipi es considera el centre geogràfic de Noruega. Steinkjer a part de la ciutat també inclou altres nuclis de població, disseminats arreu del territori.
La ciutat és la seu del Consell de Nord-Trøndelag, màxim òrgan de govern al comtat. L'alcalde és Bjørn Arild Gram, del Partit de Centre.

## Etimologia
El nom de la ciutat prové de l'antiga granja Steinkjer (nòrdic antic: Steinker). El primer element és steinn (m), que significa "pedra" o "roca". L'últim element és ker, que significa una "barrera realitzada per a capturar peixos".

## Història

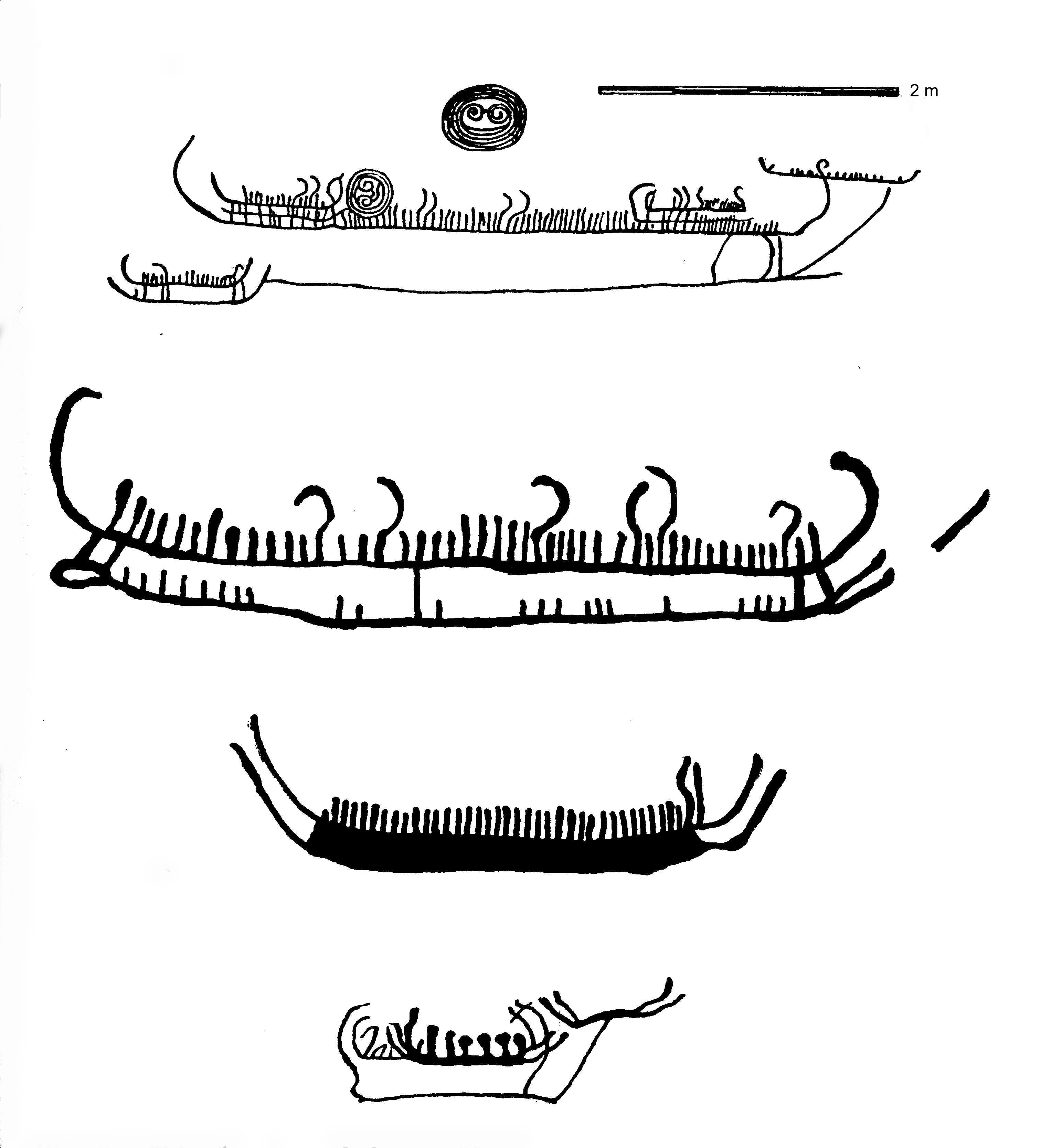
Pintures rupestres de l'edat del bronze a Bardal, Steinkjer. Vegeu Edat de Bronze nòrdica.

L'àrea de Steinkjer ha estat poblada des de l'Edat de Pedra, com ho mostren les pintures rupestres de Bølareinen, que representen un ren gairebé de mida natural i un os. Hi ha altres pintures rupestres a la zona, com la de Bardal, la més antiga de fa 6.000 anys.
Els voltants de Steinkjer foren una de les bases de poder més fortes a principis de l'època vikinga. Mære va ser un dels llocs de culte dels nòrdics més coneguts, amb diversos sacrificis per temporada (noruec: Hov) abans que el cristianisme arribés a Noruega.
Steinkjer ha sobreviscut a dues grans catàstrofes de la història moderna. La primer fou un incendi l'any 1900, que cremà gran part de la ciutat. El segon desastre ocorregué els dies 21 i 22 d'abril de 1940, quan la ciutat fou colpejada per bombarders de la Luftwaffe durant la Campanya de Noruega. La major part de la ciutat fou destruïda, però no hi hagué morts.
Aquest atac destruí gran part de Steinkjer, la qual cosa significà la pèrdua de moltes construccions històriques de valor incalculable, com la creu-església de Steinkjer. Una gran part de la història de Steinkjer es perdé degut a l'atac.

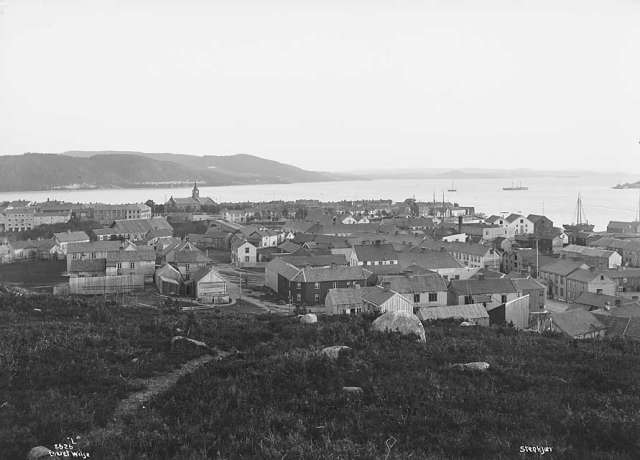
Steinkjer el 1880.

La ciutat fou ràpidament reconstruïda després del 1945, amb molta ajuda dels Estats Units. Gran part de l'arquitectura de Steinkjer moderna s'originà a partir dels anys 1950 i 1960 amb l'arquitectura funcionalista d'estil inspirat, no com els anteriors edificis modernistes que es conserven en ciutats com Trondheim i Ålesund. Malgrat el bombardeig però, alguns edificis històrics de Steinkjer sobrevisqueren al bombardeig, com ara l'estació de tren o la universitat. Aquests edificis es basen en un estil arquitectònic neoclàssic, conegut com a Jugendstil.

### Història municipal

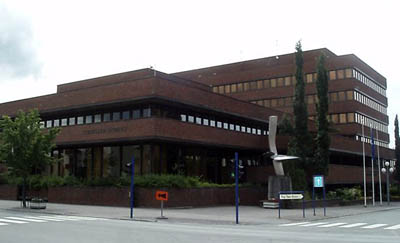
Ajuntament de Steinkjer.

El poble de Steinkjer, -inclòs al municipi de Stod- fou declarat ciutat el 1857, i posteriorment el 23 de gener de 1858 se separà de Stod per formar un municipi propi. La població inicial del nou municipi era de 1.150 habitants.
Amb el temps, ja que la ciutat anà creixent, s'hi annexionaren municipis veïns. Aquesta annexió començà l'1 de gener de 1902, amb l'annexió d'una zona despoblada d'Ogndal, destinada al futur creixement de Steinkjer. Després, el 1941, una altra àrea d'Ogndal amb 70 habitants s'afegí a Steinkjer. Altre cop el 1948 una àrea amb 78 habitants fou traslladada d'Ogndal i una altra zona d'Egge també fou traslladada.
L'1 de gener de 1964 tingué lloc una important fusió municipal: els municipis de Beitstad, Egge, Kvam, Ogndal, Sparbu i Stod foren fusionats amb la ciutat de Steinkjer -ja amb una població de 4.325 habitants- per formar el nou municipi de Steinkjer.

## Escut d'armes
L'escut d'armes és modern; se'ls hi va concedir el 8 de març de 1957. L'escut mostra un estrella platejada de sis puntes sobre un fons blau. Les sis puntes platejades signifiquen les sis principals carreteres originals creuades. Després de la reorganització municipal, es mantingué l'escut d'armes originals, però amb un significat lleugerament diferent; des d'aleshores també significa els sis districtes del municipi: Beitstad, Egge, Kvam, Ogndal, Sparbu i Stod.

## Geografia

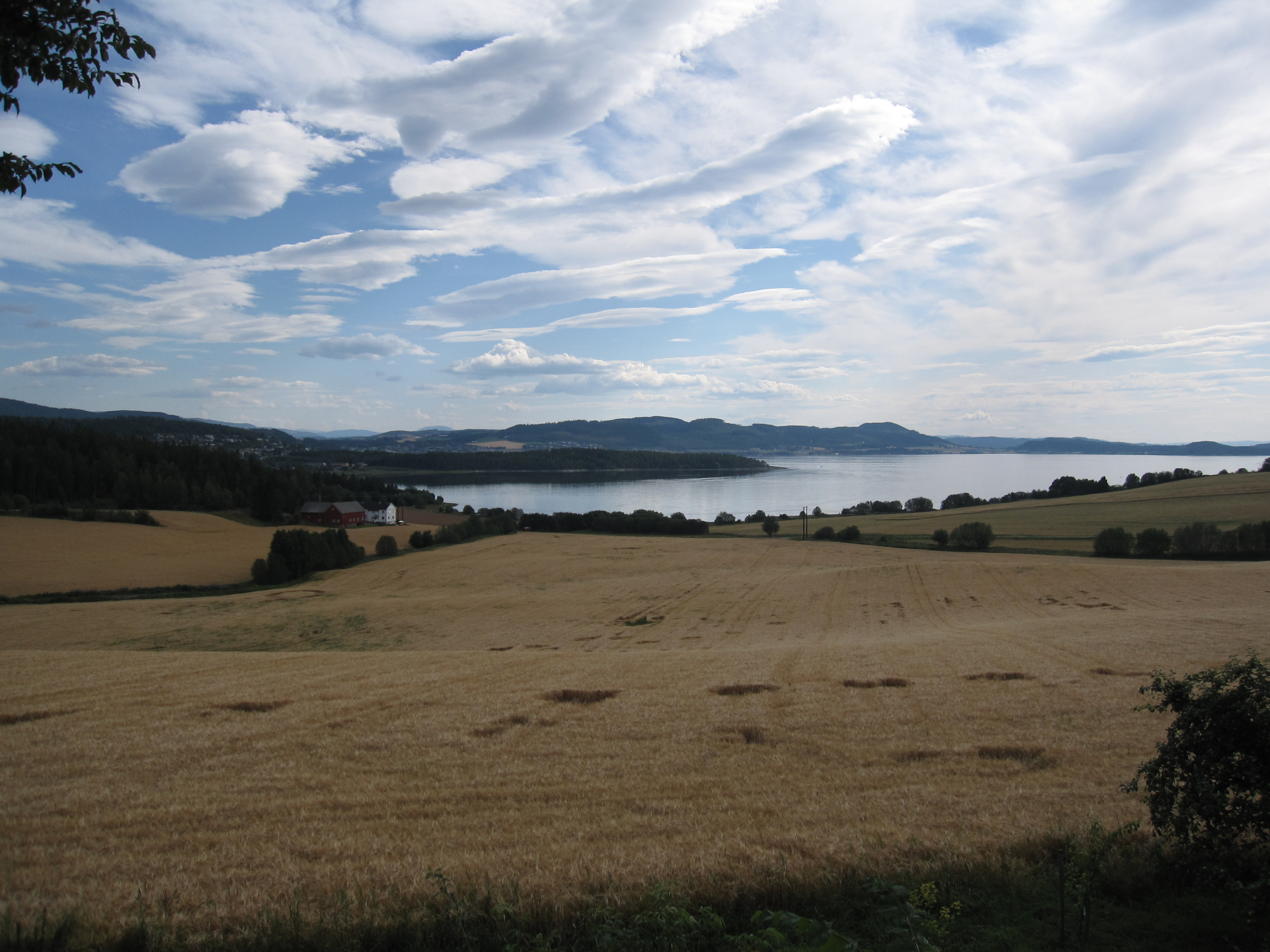
El municipi cobreix grans àrees fora de la ciutat, en gran part terres de conreu o boscos productius. Foto feta cap al fiord de Beitstad.

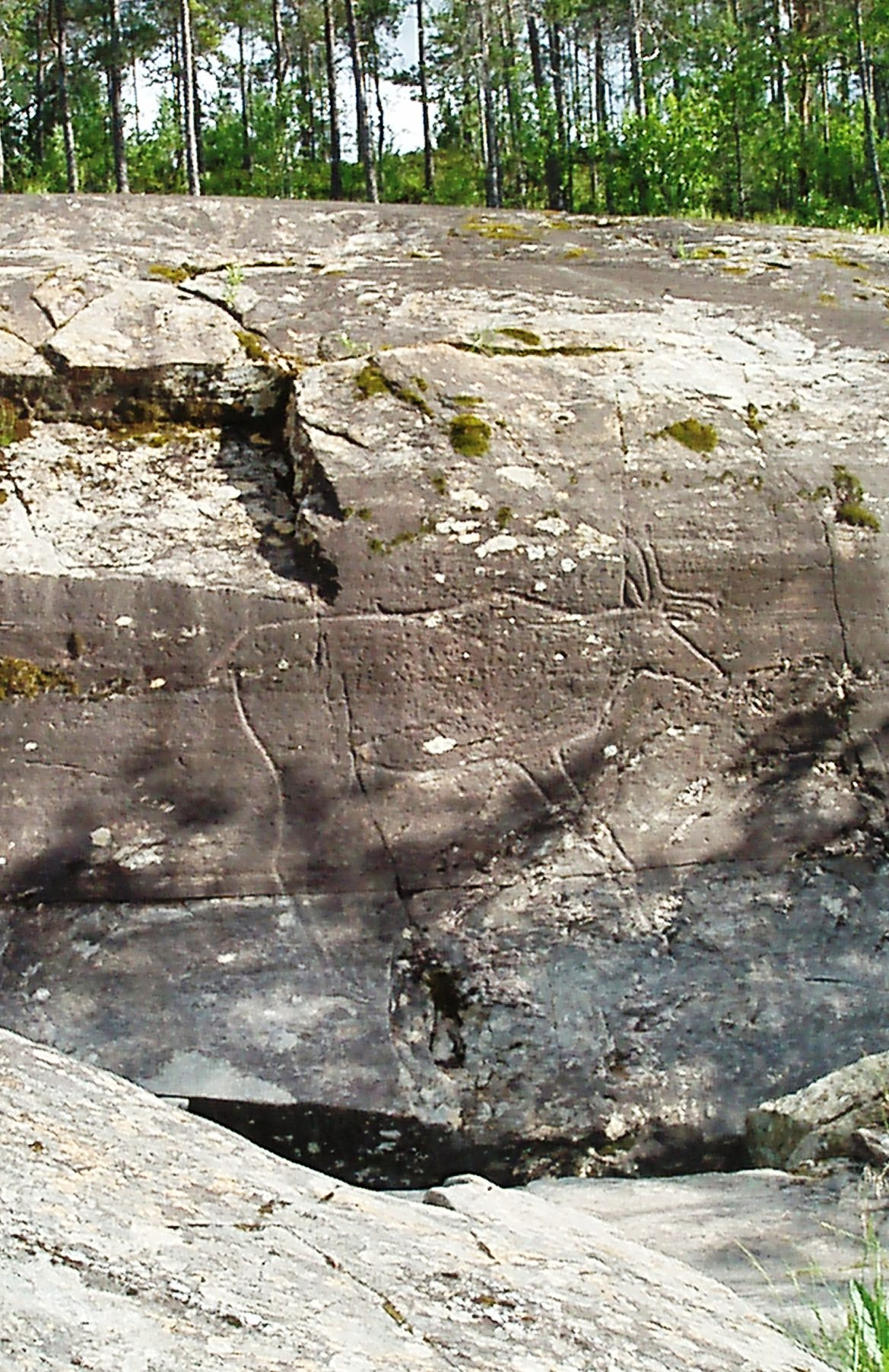
La zona rocosa de Bølareinen.

Steinkjer és el centre urbà del municipi, Steinkjer kommune, i la capital del comtat de Nord-Trøndelag. El municipi es troba al capdavant del fiord de Beitstad, la branca nord del fiord de Trondheim. A l'oest, el municipi limita amb el muntanyós municipi de Verran. A l'est s'hi troba Suècia, a 60 quilòmetres de Steinkjer. Al nord s'hi situen els municipis de Snåsa i Namdalseid, i al sud hi ha els municipis d'Inderøy i Verdal.
Situat a 60 quilòmetres de la costa, Steinkjer és en realitat connectat amb l'oceà Atlàntic a través de l'estret de Skarnsundet. El pont atirantat més llarg de Noruega, el Pont de Skarnsund, creua l'estret de Skarnsundet (amb una longitud total de 1.010 metres). Els grans vaixells solen passar pel Skarnsundet i això permet als turistes visitar aquesta ciutat amb vaixell. Cada any els transbordadors de Hurtigruten realitzen rutes des del port de creuers de Steinkjer, amb més de 130 quilòmetres de trajecte navegant per fiords. El paisatge està esquitxat de turons ondulades i boscos d'avets densos, així com amb camps de cultiu a les zones baixes. Hi ha molts llacs en aquesta regió, destacant el gran Snåsavatnet.

### Clima
El clima de Steinkjer se situa al limit entre les dures condicions climàtiques de l'interior i el clima oceànic caracteritzat pel Corrent del Golf. Es caracteritza d'hiverns freds, amb una temperatura mitjana al gener de -5 °C, i d'estius càlids, amb una temperatura mitjana al juliol de 14 °C. L'oscil·lació tèrmica absoluta és de -25 a 32 °C. La situació protegida entre muntanyes de Steinkjer permet que durant la temporada d'estiu s'hi pugui cultivar una mica de blat.
Quant a precipitacions es donen principalment a la tardor i a l'hivern, que cauen de forma abundant i donen a Steinkjer un clima realment plujós o nivós. Els mesos més plujosos són el setembre i l'octubre, amb 111 litres. El mes més sec és el maig, amb 44 litres. La precipitació mitjana anual és de 960 litres.
| Dades climàtiques a Steinkjer      | Dades climàtiques a Steinkjer | Dades climàtiques a Steinkjer | Dades climàtiques a Steinkjer | Dades climàtiques a Steinkjer | Dades climàtiques a Steinkjer | Dades climàtiques a Steinkjer | Dades climàtiques a Steinkjer | Dades climàtiques a Steinkjer | Dades climàtiques a Steinkjer | Dades climàtiques a Steinkjer | Dades climàtiques a Steinkjer | Dades climàtiques a Steinkjer | Dades climàtiques a Steinkjer |
| Mes                                | gen                           | febr                          | març                          | abr                           | maig                          | juny                          | jul                           | ag                            | set                           | oct                           | nov                           | des                           | anual                         |
| ---------------------------------- | ----------------------------- | ----------------------------- | ----------------------------- | ----------------------------- | ----------------------------- | ----------------------------- | ----------------------------- | ----------------------------- | ----------------------------- | ----------------------------- | ----------------------------- | ----------------------------- | ----------------------------- |
| Màxima mitjana °C (°F)             | −1 (30)                       | −1 (30)                       | 2 (36)                        | 8 (46)                        | 12 (54)                       | 16 (61)                       | 19 (66)                       | 18 (64)                       | 13 (55)                       | 7 (45)                        | 3 (37)                        | 0 (32)                        | 8 (46)                        |
| Mitjana diària °C (°F)             | −3 (27)                       | −4 (25)                       | −1 (30)                       | 3 (37)                        | 9 (48)                        | 13 (55)                       | 14 (57)                       | 13 (55)                       | 9 (48)                        | 5 (41)                        | 0 (32)                        | −3 (27)                       | 4 (39)                        |
| Mínima mitjana °C (°F)             | −5 (23)                       | −6 (21)                       | −4 (25)                       | 2 (36)                        | 6 (43)                        | 10 (50)                       | 12 (54)                       | 11 (52)                       | 7 (45)                        | 3 (37)                        | −1 (30)                       | −4 (25)                       | 3 (37)                        |
| Precipitació mitjana mm (polzades) | 98 (3.86)                     | 76 (2.99)                     | 72 (2.83)                     | 57 (2.24)                     | 44 (1.73)                     | 54 (2.13)                     | 71 (2.8)                      | 66 (2.6)                      | 111 (4.37)                    | 111 (4.37)                    | 89 (3.5)                      | 111 (4.37)                    | 960 (37.8)                    |
| Font:                              |                               |                               |                               |                               |                               |                               |                               |                               |                               |                               |                               |                               |                               |

### Avifauna

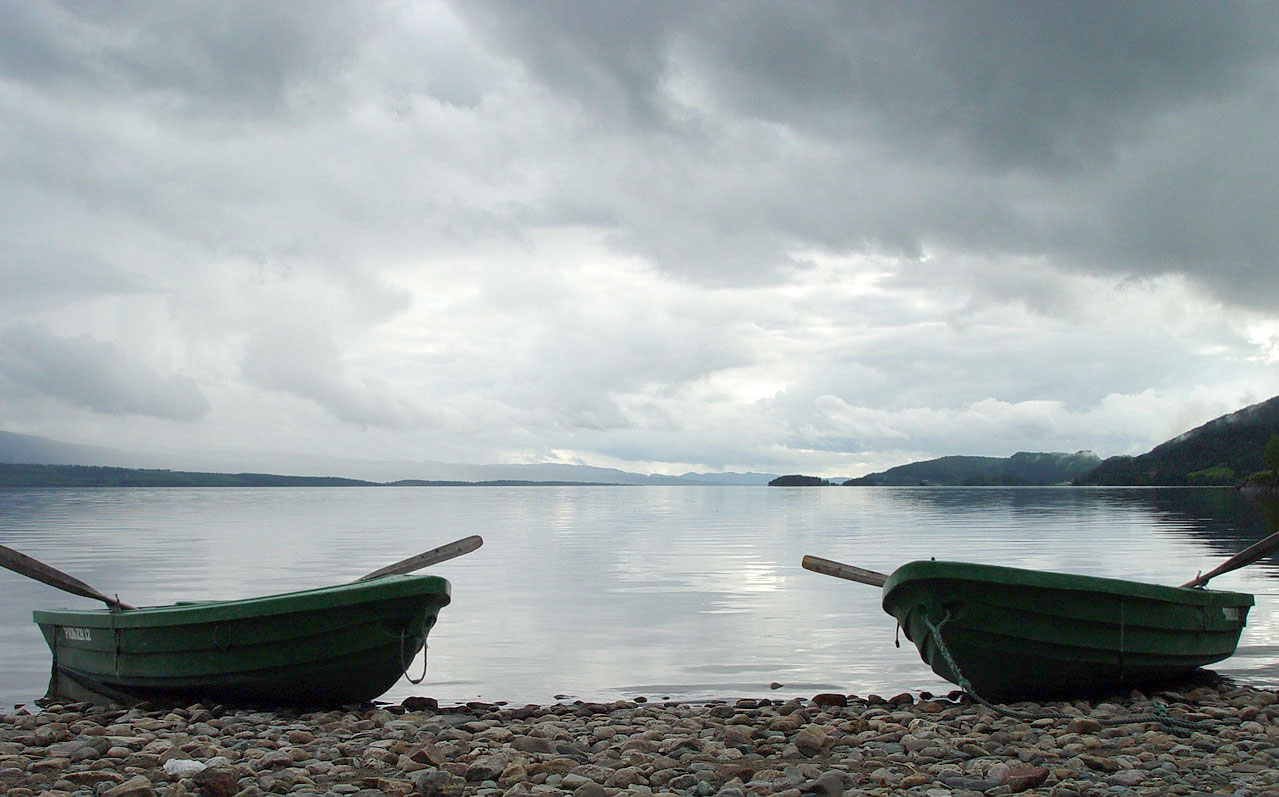
El llac Snåsavatnet.

Els variats hàbitats de Steinkjer proporcionen a les aus una de les millors localitats de la regió. Una d'elles és el llac de Lømsen, amb la seva població reproductora de cabussó orellut. Els boscos dels voltants i les terres de cultiu inclouen una gran quantitat d'espècies comunes escandinaves, trobant amb abundància griva cerdana i tord ala-roig.

### Àrees protegides i ecorregions
El municipi de Steinkjer és molt ric quant a boscos, ja que inclou boscos de terres baixes, boscos alpins i àrees alpines on no hi creixen arbres. De fet, degut a aquesta riquesa, una part del Parc Nacional de Blåfjella-Skjækerfjella es troba al municipi.
El bosc temperat caducifoli més septentrional del món, Byahalla, és situat a Steinkjer, amb espècies com l'oma, l'avellaner, l'hepàtica, la betònica, i l'al·liària (Alliaria petiolata). Alguns llocs humits amb boscos d'avets es classifiquen com a selves boreals i formen part de l'ecorregió de bosc costaner de coníferes d'Escandinàvia. Els estuaris dels rius de poca profunditat a la part interna del fiord de Trondheim representen gran part de la riquesa ornitològica de Noruega; milers d'aus migratòries s'hi alimenten. Part del Snåsavatnet, el sisè llac més gran de Noruega, està situat al municipi, i un riu connecta el llac amb la ciutat de Steinkjer.

## Economia

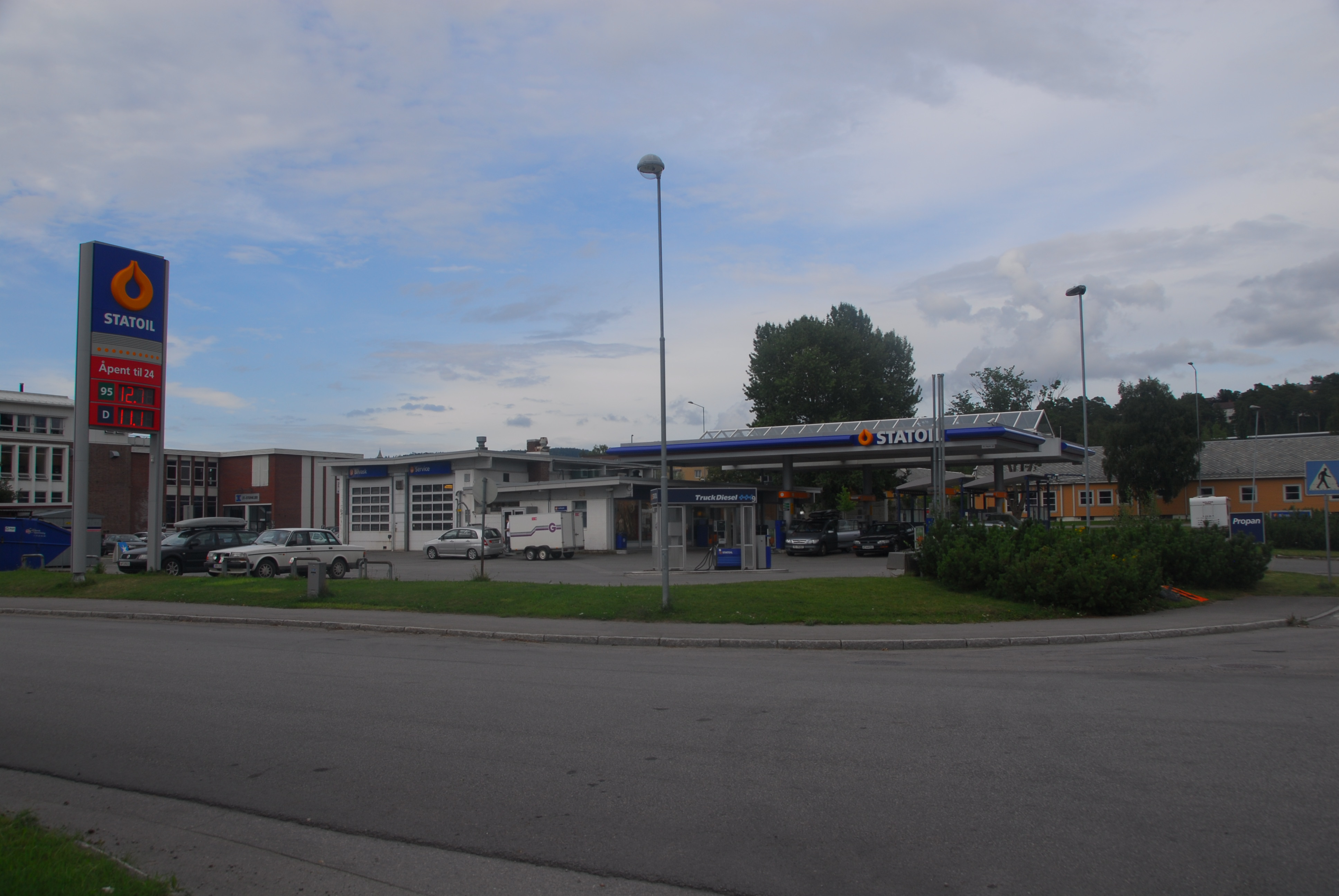
Benzinera a l'entrada de Steinkjer.

Steinkjer és un dels municipis urbans més grans de Noruega mesurant per superfície total. Aproximadament la meitat de la població viu a prop del centre de la ciutat, mentre que la resta viu a les zones rurals. No obstant això, gran part de la ciutat és avui en procés d'urbanització, amb la construcció de diversos edificis als afores de la ciutat. Actualment s'estan creant al voltant de 500 nous apartaments.
Steinkjer és una de les zones més septentrionals amb una agricultura rica que permet gran producció de cultius. És obvi que el paisatge de Steinkjer és d'un municipi agrícola típic. A més, hi ha grans recursos forestals a la zona est del municipi. Els dos edificis més alts de Steinkjer fan 40 metres d'alçada i són visibles a diversos quilòmetres al sud de Steinkjer i avui marquen l'horitzó, sobretot quan es mira des del sud. Kirknesvaag Sag & Høvleri és un gran molí de la fusta, molt conegut a la ciutat. Gairebé la meitat de la zona del nucli antic consisteix en el gran parc industrial per a productes de fusta. La major part del trànsit de vaixells està relacionat amb el transport dels vasts recursos forestals presents a Nord-Trøndelag com la fusta i la cel·lulosa. Una mena d'arbres importants és la pícea de Noruega.

## Cultura

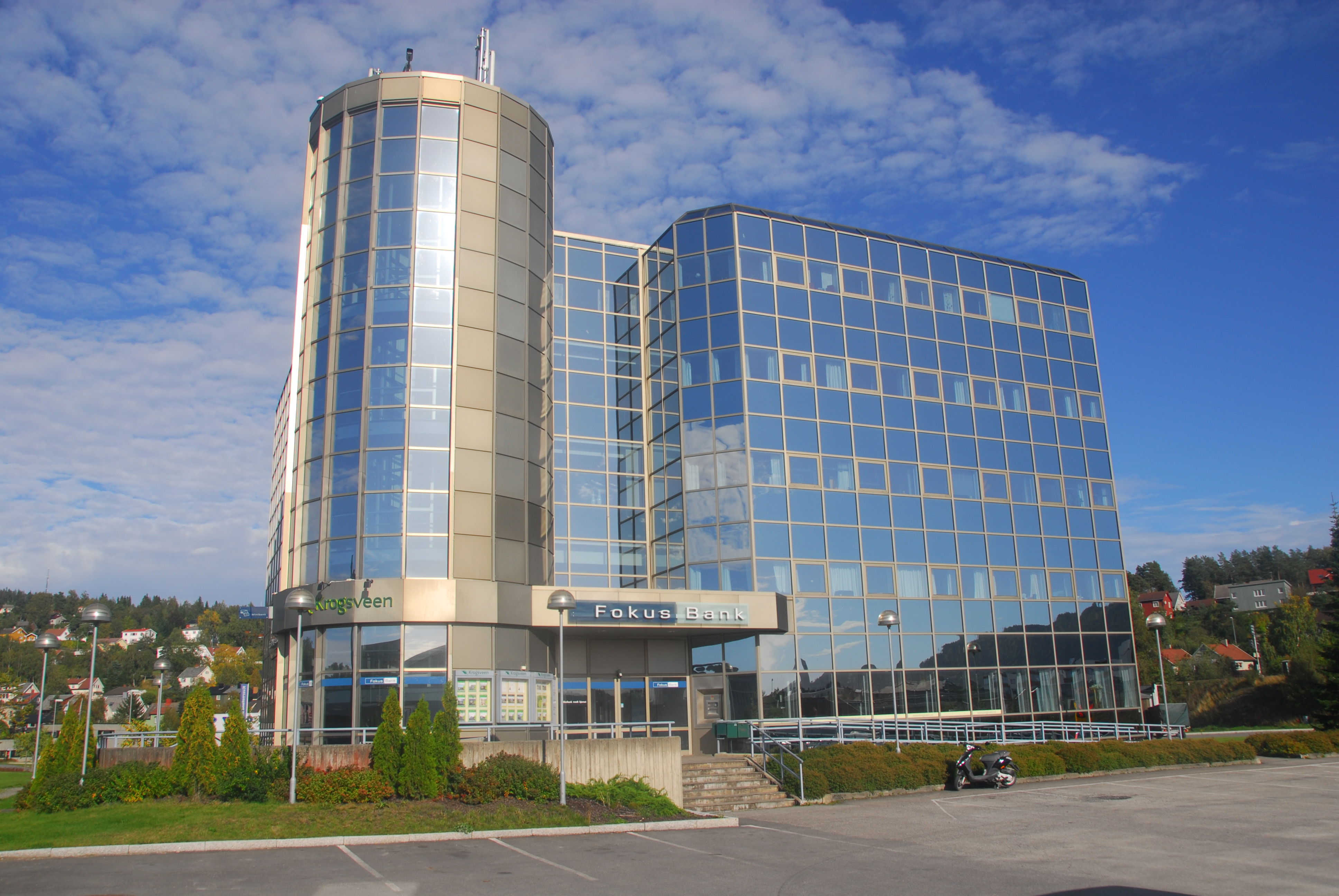
Oficianal del banc Fokus a Steinkjer.

Steinkjer també té una rica cultura i alberga una de les cultures musicals més destacades al centre de Noruega. Steinkjer també té l'etiqueta de "ciutat Steinkjer Punkrock" per alguns dels seus ciutadans. El festival de música Steinkjerfestivalen va ser establert el 2006 i altres festivals com Steinkjermartnan se celebren cada any a l'agost, un esdeveniment on els estands comercials s'instal·len als carrers del centre de la ciutat.
Steinkjer compta amb les instal·lacions culturals estàndards; una cinema, una biblioteca, una casa de cultura (en la qual se celebren molts esdeveniments culturals i concerts), i una moderna piscina anomenada Dampsaga Bad. La piscina fa 25 metres de llargada, i també inclou una sauna, altres piscines de dues d'aprenentatge per als nens, i un gran tub per a nedar.

### Educació

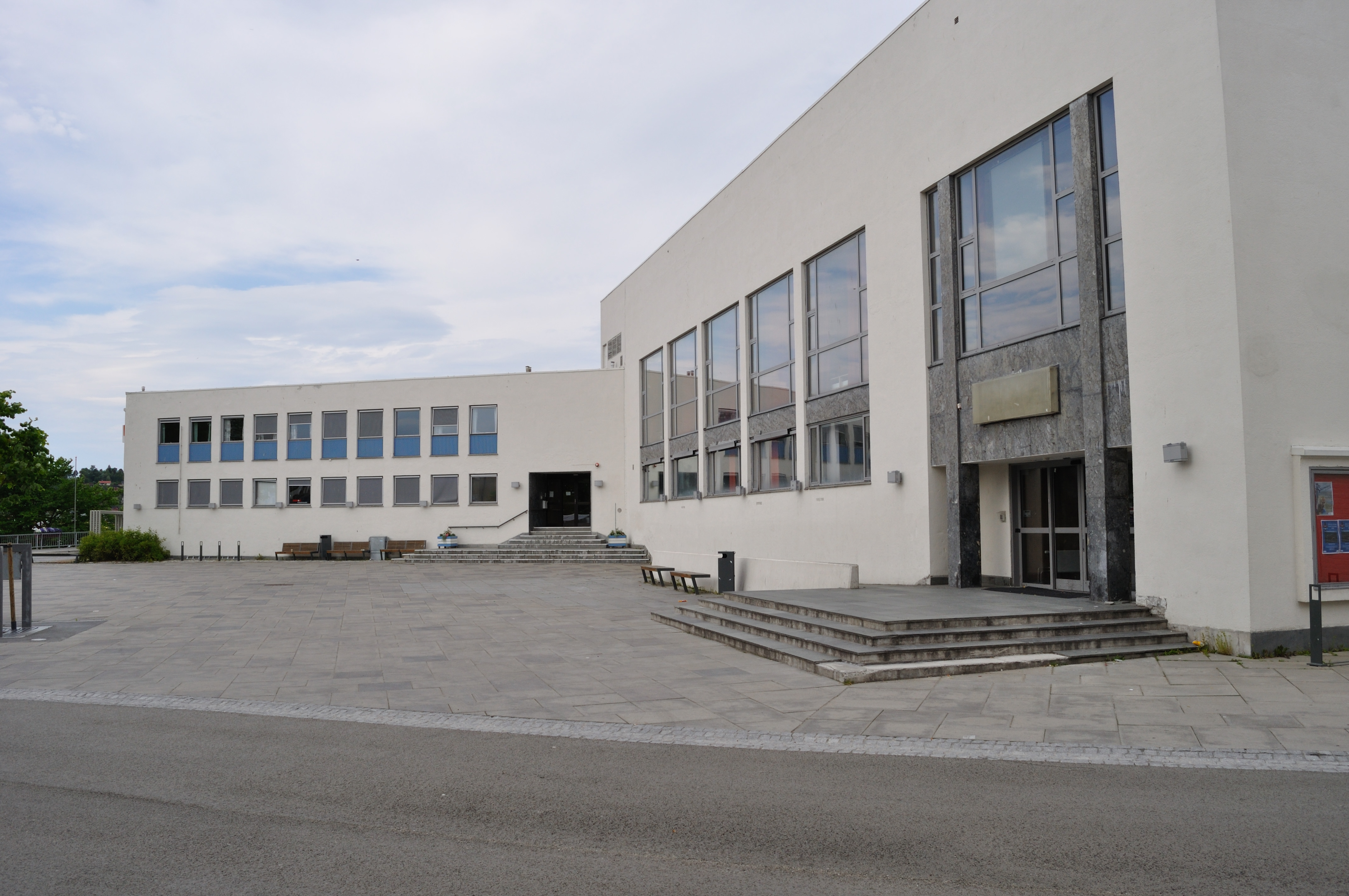
Entrada de la universitat de Nord-Trøndelag.

La ciutat compta amb una principal universitat; la Universitat de Nord-Trøndelag (noruec: Høgskolen i Nord-Trøndelag). Històricament, a Steinkjer hi han estudiat una mitjana d'universitaris superiors a l'habitual d'altres universitats regionals, si bé tan sols el 25% dels estudiants es queden a Steinkjer.

### Esglésies

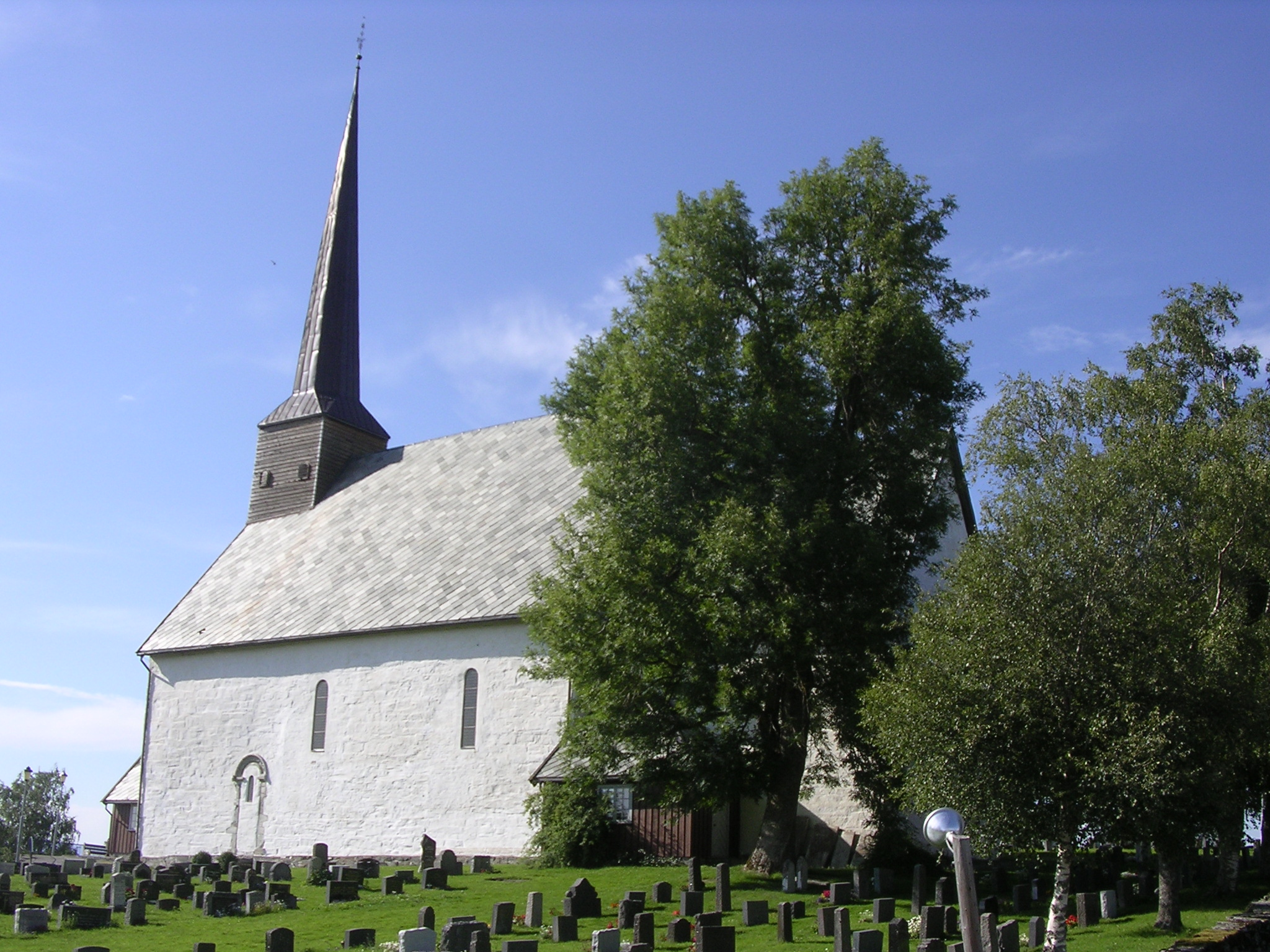
L'església medieval de Mære, del.

L'Església de Noruega té nou parròquies (sokn) al municipi de Steinkjer. És part del deganat de Nord-Innherad i de la Diòcesi de Nidaros.
| Parròquia (Sokn) | Nom de l'església     | Ubicació de l'església | Any de construcció |
| ---------------- | --------------------- | ---------------------- | ------------------ |
| Beitstad         | Església de Beitstad  | Beitstad               | 1869               |
| Beitstad         | Església de Bartnes   | Bartnes                | 1960               |
| Egge             | Església d'Egge       | Egge                   | 1767               |
| Følling          | Església de Følling   | Følling                | 1726               |
| Henning          | Església de Henning   | Vekre                  | 1872               |
| Kvam             | Església de Kvam      | Kvam                   | 1878               |
| Mære             | Església de Mære      | Mære                   | s. 1150            |
| Ogndal           | Església de Skei      | Ogndal                 | 1664               |
| Ogndal           | Església de Bodom     | Bodom                  | 1905               |
| Steinkjer        | Església de Steinkjer | Steinkjer              | 1965               |
| Stod             | Església de For       | Stod                   | 1846               |

## Transports

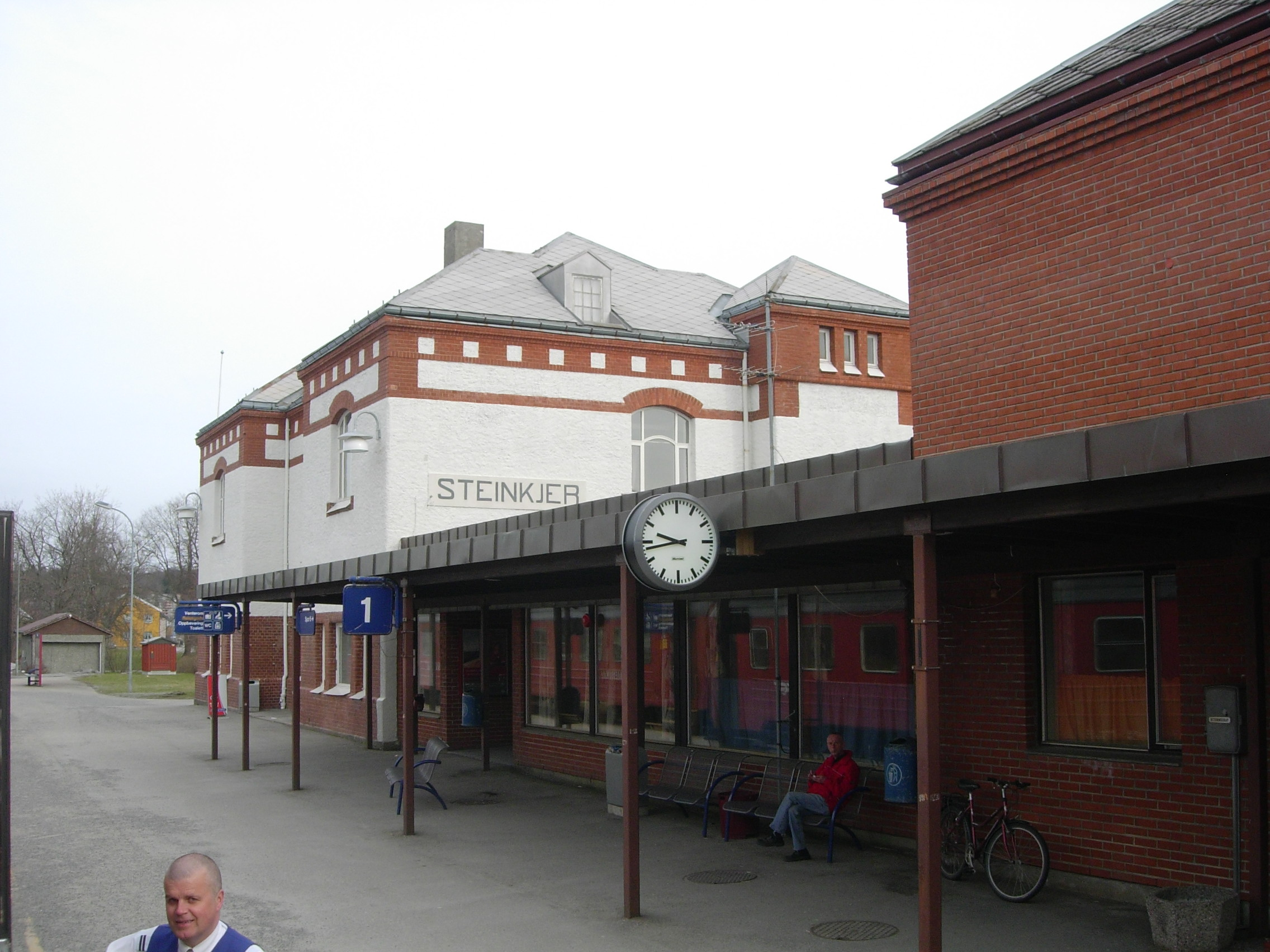
Estació de ferrocarril de Steinkjer.

Steinkjer es troba a 120 quilòmetres per carretera al nord de la ciutat de Trondheim al llarg de l'autopista E06. La carretera travessa diversos ponts, creuant el riu Byaelva. La carretera comtal noruec 17 comença a Steinkjer i es dirigeix cap al nord. Aquesta carretera es refereix sovint com la carretera costanera, ja que l'E06 va més per l'interior.
Steinkjer és la llar del pont atirantat més llarg de Noruega, el Pont de Skarnsund, que es va obrir al trànsit l'any 1964. El pont fa 94 metres de llarg i pren el Nedre Mølleveg sobre el Steinkjerelva. El municipi està situat al llarg de la línia de ferrocarril de la Línia de Nordland, que surt de Trondheim i passa per les estacions de Steinkjer i de Sparbu.

## Fills il·lustres
- Silje Nergaard (1966), música.
- Anders Bardal (1982), saltador d'esquí.
- Ivar Asbjørn Følling (1888–1973), primer científic en descriure la fenilcetonúria.